# Светско првенство у боксу 2021.
Светско првенство у боксу 2021. одржано је у Београду у периоду од 25. октобра до 6. новембра. Београд је по други пут изабран за домаћина шампионата бокса, а првобитни уговор са Њу Делхијем из 2021. је отказан због неслагања између АИБА-е и Боксерске федерације Индије око накнада за гостовање. АИБА је такође захтевала од БФИ да плати казну за отказивање од 500.000 америчких долара.
По први пут у АИБА-иној 75-годишњој историји, освајачи медаља су награђени новчаном наградом; Освајачи златних медаља освојили су 100.000 долара, сребрних 50.000 долара, а бронзаних 25.000 америчких долара. Укупан наградни фонд био је вредан 2,6 милиона долара.

## Освајачи медаља
*   Домаћин ( Србија)
| Позиција    | Држава                 | Злато | Сребро | Бронза | Укупно |
| ----------- | ---------------------- | ----- | ------ | ------ | ------ |
| 1           | Куба                   | 3     | 0      | 2      | 5      |
| 2           | Казахстан              | 2     | 2      | 1      | 5      |
| 3           | Сједињене Државе       | 2     | 2      | 0      | 4      |
| 4           | Јапан                  | 2     | 0      | 0      | 2      |
| 5           | Русија                 | 1     | 2      | 2      | 5      |
| 6           | Азербејџан             | 1     | 0      | 2      | 3      |
| 6           | Француска              | 1     | 0      | 2      | 3      |
| 8           | Украјина               | 1     | 0      | 0      | 1      |
| 9           | Тајланд                | 0     | 1      | 2      | 3      |
| 10          | Узбекистан             | 0     | 1      | 1      | 2      |
| 10          | Италија                | 0     | 1      | 1      | 2      |
| 10          | Јерменија              | 0     | 1      | 1      | 2      |
| 10          | Белорусија             | 0     | 1      | 1      | 2      |
| 14          | Турска                 | 0     | 1      | 0      | 1      |
| 14          | Бразил                 | 0     | 1      | 0      | 1      |
| 16          | Грузија                | 0     | 0      | 2      | 2      |
| 17          | Албанија               | 0     | 0      | 1      | 1      |
| 17          | Шкотска                | 0     | 0      | 1      | 1      |
| 17          | Шпанија                | 0     | 0      | 1      | 1      |
| 17          | Доминиканска Република | 0     | 0      | 1      | 1      |
| 17          | Индија                 | 0     | 0      | 1      | 1      |
| 17          | Иран                   | 0     | 0      | 1      | 1      |
| 17          | Србија*                | 0     | 0      | 1      | 1      |
| 17          | Белгија                | 0     | 0      | 1      | 1      |
| 17          | Тринидад и Тобаго      | 0     | 0      | 1      | 1      |
| Укупно (25) | Укупно (25)            | 13    | 13     | 26     | 52     |